# Охраняемые природные территории Республики Сербской
Республика Сербская имеет природоохранное законодательство, согласно которому 18 объектов природного наследия находятся под защитой. Все они включены в Регистр защищенного природного наследия, который составлен Республиканским институтом защиты культурно-исторического и природного наследия. Ещё один объект (водно-болотный комплекс Бардача) не входит в него, но охраняется в соответствии с Рамсарской конвенцией. Два национальных парка также охраняются в рамках подписанных Республикой Сербской договоров с европейской федерацией национальных парков EUROPARC.
Общая площадь охраняемых природных комплексов Республики Сербской составляет 21 657,03 гектара или 0,9 % от общей территории Республики. Всего в списке защищенного природного наследия находятся две природные резервации, два национальных парка, двенадцать памятников природы, два комплекса с особым режимом использования природных ресурсов и водно-болотный комплекс Бардача.
Некоторые охраняемые территории были взяты под защиту государства ещё во времена СФРЮ. В частности, реликтовый лес Лом был создан в 1956 году. Спустя шесть лет был создан национальный парк Сутьеска, а в 1987 году — национальный парк Козара. В обоих в годы Второй мировой войны прошли крупные сражения между югославскими партизанами и силами оккупантов.
Категория защиты в списке представлена в соответствии с категориями, используемыми Международным союзом охраны природы:
- Ia — строгий природный резерват
- Ib — территория дикой природы
- II — национальный парк
- III — памятник природы
- IV — управляемый резерват дикой природы
- V — управляемый ландшафт/участок морской среды
- VI — управляемая ресурсная территория

## Легенда
В списке представлены охраняемые природные территории Республики Сербской.
Таблица:
- Название — название охраняемой территории на русском языке, ниже приводится оригинальное название на сербском;
- Местонахождение — муниципалитет, где находится охраняемая территория;
- Площадь га — площадь в гектарах, занимаемая охраняемой территорией;
- Категория защиты — категория, используемая Международным союзом охраны природы;
- Дата создания — год создания охраняемой территории;
- Фото —  фотография охраняемой территории;

Сортировка может проводиться по всем столбцам таблицы, кроме столбца с фото.

## Список охраняемых территорий
| Название | Местонахождение                           | Площадь, га | Категория защиты                                  | Дата создания | Фото |
| --- | ----------------------------------------- | ----------- | ------------------------------------------------- | ------------- | ---- |
| Реликтовый лес Янь сербохорв. Прашума Јањ / Prašuma Janj | Община Шипово                             | 295         | I а.                                              | 2012          |      |
| Реликтовый лес Лом сербохорв. Прашума Лом / Prašuma Lom | Общины Источни-Дрвар и Петровац           | 297,8       | I а.                                              | 2013          |      |
| Национальный парк Сутьеска сербохорв. Национални парк Сутјеска / Nacionalni park Sutjeska                                                                                  | Общины Фоча, Гацко, Калиновик             | 16 052,34   | II.                                               | 2012          |      |
| Национальный парк Козара сербохорв. Национални парк Козара / Nacionalni park Kozara                                                                                        | Общины Приедор, Градишка, Козарска-Дубица | 3907,54     | II.                                               | 2012          |      |
| Пещера Любачево сербохорв. Пећина Љубачево / Pećina Ljubaćevo | Баня-Лука                                 | 45,45       | III.                                              | 2008          |      |
| Пещера Орловача сербохорв. Пећина Орловача / Pećina Orlovaća | Община Пале                               | 27,01       | III.                                              | 2011          |      |
| Памятник природы «Желтый бук» сербохорв. Споменик природе «Жута буква» / Spomenik prirode «Žuta bukva»                                                                     | Община Котор-Варош                        | 0,5         | III.                                              | 2012          |      |
| Пещера Растуша сербохорв. Пећина Растуша / Pećina Rastuša | Община Теслич                             | 11,39       | III.                                              | 2012          |      |
| Памятник природы «Яма Ледана» сербохорв. Споменик природе «Јама Ледана» / Spomenik prirode «Jama Ledana»                                                                   | Община Рибник                             | 28,26       | III.                                              | 2012          |      |
| Ваганская пещера сербохорв. Ваганска пећина / Vaganska pećina | Община Шипово                             | 12          | III.                                              | 2013          |      |
| Пещера Джатло сербохорв. Пећина Ђатло / Pećina Đatlo | Общины Билеча, Гацко                      | 43,42       | III.                                              | 2013          |      |
| Павлова пещера сербохорв. Павлова пећина / Pavlova pećina | Требинье                                  | 13,40       | III.                                              | 2013          |      |
| Гирская пещера сербохорв. Гирска пећина / Girska pećina | Община Соколац                            | 25,37       | III.                                              | 2015          |      |
| Памятник природы «Пещера под липой» сербохорв. Споменик природе «Пећина под липом» / Spomenik prirode «Pećina pod lipom»                                                   | Община Соколац                            | 6,10        | III.                                              | 2015          |      |
| Пещера Леденяча сербохорв. Пећина Ледењача / Pećina Ledenjaća | Община Фоча                               | 7,40        | III.                                              | 2015          |      |
| Памятник природы «Большая пещера» сербохорв. Споменик природе «Велика пећина» / Spomenik prirode «Velika pećina»                                                           | Община Билеча                             | 820,92      | III.                                              | 2015          |      |
| Памятник парковой архитектуры «Универзитетски град» сербохорв. Споменик парковске архитектуре «Универзитетски град» / Spomenik parkovske arhitekture «Univerzitetski grad» | Баня-Лука                                 | 27,38       | VI.                                               | 2016          |      |
| Лесопарк Слатина сербохорв. Парк-шума Слатина / Park-šuma Slatina | Община Лакташи                            | 35,73       | VI.                                               | 2016          |      |
| Водно-болотный комплекс Бардача сербохорв. Мочварни комплекс Бардача / Moćvarni kompleks Bardaća                                                                           | Община Србац                              | 3500        | Охраняется в соответствии с Рамсарской конвенцией | 2007          |      |